# Keith Van Horn
Keith Adam Van Horn (* 23. Oktober 1975 in Fullerton, Kalifornien) ist ein ehemaliger US-amerikanischer Basketballspieler, der von 1997 bis 2006 in der NBA aktiv war.

## College-Karriere
Keith Van Horn war der erste Spieler in der Western Athletic Conference, der dreimal als Spieler des Jahres (1995–1997) ausgezeichnet wurde. Weiterhin war er erst der zweite Spieler in der Geschichte der WAC, der in allen vier College-Jahren ins WAC All-First-Team gewählt wurde. Außerdem stellte Van Horn mit 2542 Punkten den Rekord für die höchste Karriere-Punktezahl sowohl für die WAC als auch für die Utah Utes von der University of Utah auf. Im Februar 2008 wurde er als einer der 16 besten Spieler des Jahrhunderts der Universität von Utah ausgezeichnet.

## National Basketball Association
Beim NBA-Draftverfahren 1997 wurde Van Horn an zweiter Stelle von den Philadelphia 76ers ausgewählt, die ihn allerdings zusammen mit Michael Cage, Lucious Harris und Don MacLean im Tausch mit Jim Jackson, Eric Montross sowie den Draft-Rechten an Tim Thomas und Anthony Parker an die New Jersey Nets abgaben. Für seine Leistungen im ersten Profijahr wurde er in das NBA All-Rookie First Team berufen.
Seine zweite und beste NBA-Saison beendete Van Horn mit durchschnittlich 21,8 Punkten und 8,5 Rebounds pro Spiel. Weiterhin war er 2002 ein wesentlicher Grund für den Erfolg der Nets, die erst in der NBA-Finalserie an den Los Angeles Lakers scheiterten.
2002 wurde Van Horn zusammen mit Todd MacCulloch im Austausch für Dikembe Mutombo an die Philadelphia 76ers weitergereicht. Nach einem Jahr in Philadelphia wechselte er zu den New York Knicks, die ihn aber schon im Februar 2004 durch ein Tauschgeschäft an die Milwaukee Bucks abgaben. Im Februar 2005 wechselte Van Horn zu den Dallas Mavericks. Mit den Texanern zog er 2006 zum zweiten Mal in seiner Karriere in die NBA-Finalserie ein, verpasste aber erneut den Gewinn der Meisterschaft.
Nach dieser Saison nahm sich Keith Van Horn eine Auszeit, um sich mehr seiner Familie widmen zu können. Obwohl er keinerlei Vorhaben äußerte, in den Leistungssport zurückzukehren und zu diesem Zeitpunkt bereits seit rund eineinhalb Jahren kein Spiel mehr bestritten hatte, verlängerte er im Februar 2008 seinen Vertrag bei den Texanern um weitere drei Jahre, da Dallas ihn brachte, um ein Tauschgeschäft abzuschließen, in dessen Rahmen Jason Kidd von New Jersey nach Dallas kam und Van Horn einer der Spieler war, die im Gegenzug an New Jersey abgegeben wurden. Allerdings spielte Van Horn nie für die Nets und diese trennten sich im Oktober 2008 von ihm.
Während seiner neunjährigen NBA-Karriere erzielte Van Horn im Durchschnitt 16 Punkte und holte 6,8 Rebounds je Begegnung.

## Sonstiges
- Keith Van Horn wurde auf dem Cover des Videospiels NBA Jam '99 abgebildet.